# Cardano al Campo
Cardano al Campo es una localidad y comune italiana de la provincia de Varese, región de Lombardía, con 14.102 habitantes.

## Evolución demográfica
| Gráfica de evolución demográfica de Cardano al Campo entre 1861 y 2001 |
|                                                                        |
| Fuente ISTAT - elaboración gráfica de Wikipedia                        |